# Pearson Jordan
Pearson G. Jordan (* 23. Oktober 1950 in Speightstown; † 28. März 2020 in den Vereinigten Staaten) war ein barbadischer Leichtathlet, der sich auf den Sprint spezialisiert hatte.

## Leben
Jordan wuchs in Speightstown im Parish Saint Peter auf.
Von 1976 bis 1979 gehörte er der Leichtathletikmannschaft der Louisiana State University an. Als solcher gewann er 1979 den 4-mal-400-Meter-Staffellauf bei den NCAA-Division-I-Leichtathletikmeisterschaften der Männer.
1976 nahm Jordan als Teil der barbadischen Delegation an den Olympischen Sommerspielen 1976 in Montreal teil. Er trat in den Disziplinen 100 Meter und 4-mal 100 Meter an, schied jedoch jeweils in den Vorläufen aus.
Jordan, der an Vorerkrankungen litt, starb im März 2020 im Alter von 69 Jahren während der COVID-19-Pandemie in den Vereinigten Staaten an den Folgen einer SARS-CoV-2-Infektion.